# Wolfgang Kosack
Wolfgang Kosack (* 29. Oktober 1943 in Berlin) ist ein deutscher Ägyptologe und Koptologe.
Kosack ist der Sohn des deutschen Geografen und Kartografen Hans-Peter Kosack. Er wurde 1970 an der Universität Bonn mit der Arbeit Die Legende im Koptischen. Untersuchungen zur Volksliteratur Ägyptens promoviert. Anschließend machte er eine Ausbildung zum wissenschaftlichen Bibliothekar, die er 1973 abschloss. Er war dann bei der Staatsbibliothek zu Berlin tätig.
Mehrere Jahre arbeitete er mit Moustafa Maher als Redakteur bei der von Helmut Birkenfeld herausgegebenen Deutsch-Arabischen Kulturzeitschrift Armant. Im Herbst 2014 übergab Kosack Manuskripte und lithographische Frühdrucke (in Arabisch, Türkisch, Persisch, Urdu, Tibetanisch) als „Sammlung Kosack“ der Orientalischen Abteilung der Berliner Staatsbibliothek Berlin, mit der Bitte, diesen Bestand zu pflegen und – sofern notwendig – zu konservieren. Seine Sammlung altägyptischer Artefakte und Schriftdokumente übergab Kosack im November 2014 dem Ägyptischen Museum Bonn, mit der Bitte, diese Sammlung zu inventarisieren. Die Stücke sind der Öffentlichkeit und der wissenschaftlichen Bearbeitung zugänglich und wurden 2015 in der Ausstellung Nicht nur Nofretete? gezeigt.
Neben den fachbezogenen Arbeiten schreibt Kosack auch Werke zum Thema Sexualität, teilweise unter den Pseudonymen Gernot Sommerlatte, Esmeraldo Tuntenfisch und Esmeraldo Torneg.

## Schriften (Auswahl)
- Die Legende im Koptischen. Untersuchungen zur Volksliteratur Ägyptens. Habelt, Bonn 1970 (= Dissertation).
- Historisches Kartenwerk Ägyptens. Habelt, Bonn 1971, ISBN 3-7749-1126-6.
- Alltag im alten Ägypten. Aus der Ägyptensammlung des Museums. Städtische Museen, Freiburg im Breisgau 1974.
- Lehrbuch des Koptischen. Teil I: Koptische Grammatik. Teil II: Koptische Lesestücke. Akademische Druck- und Verlagsanstalt, Graz 1974, ISBN 3-201-00889-3.
- Antike Kultur auf Münzen von Qarara. Städtische Museen, Freiburg im Breisgau 1977.
- Kurze Sprachlehre des Mittelägyptischen. Brunner, Basel 2013, ISBN 978-3-9524018-8-0.
- Koptisches Handlexikon des Bohairischen. Koptisch – Deutsch – Arabisch. Brunner, Basel 2013, ISBN 978-3-9524018-9-7.
- Novum Testamentum Coptice. Neues Testament, Bohairisch, ediert von Wolfgang Kosack. Novum Testamentum, Bohairice, curavit Wolfgang Kosack. Neue Ausgabe. Brunner, Basel 2014, ISBN 978-3-906206-04-2.
- Kurze Geschichte der Kopten. Brunner, Basel 2015, ISBN 978-3-906206-17-2.
- Wörterbuch der ägyptischen Sprache. Herausgegeben von Adolf Erman und Hermann Grapow. Erweitert, korrigiert und ergänzt von Wolfgang Kosack. 5 Bände, Brunner, Nunningen 2018, ISBN 978-3-906206-40-0.